# 维纳恩湖

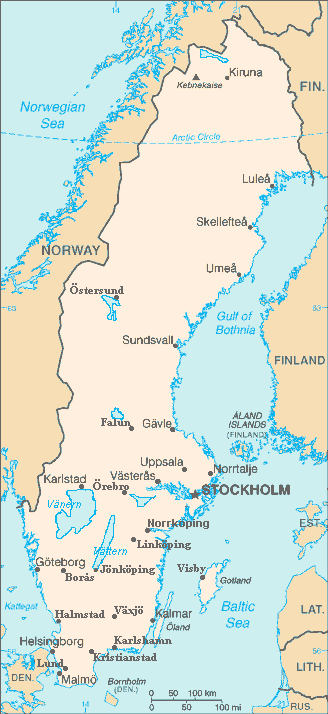
維納恩湖，位於瑞典西南部

维纳恩湖（瑞典語：Vänern，瑞典語發音：[ˈvɛ̂ːnɛɳ]）位于瑞典中部，水域面积5,650平方千米，平均水深27米，是该国第一大湖泊，亦是全欧洲第三大湖。維納恩湖位於西約特蘭和韋姆蘭省內。

## 歷史
維納恩湖於約1萬年前的冰河時期後形成。當冰川融化時，整個瑞典的土地都被水淹沒，形成卡特加特海峽和波的尼亞灣之間的一個海峽。維納恩和韋特恩湖就於冰後回彈形成。因此，現時湖裏還有一些從冰河時間遺留下來的物種，在一般的淡水湖中罕見。

## 地理
維納恩湖水域面积5,650平方千米。它海拔高度為44米，平均水深27米，最深處達106米。
地理上，它為於約塔蘭區，橫越幾個瑞典舊省：湖的西部稱為達爾保湖（Dalbosjö），主要位於達爾斯蘭省；東部稱為韋姆蘭湖（Värmalndsjön），又分別位於北方的韋姆蘭省和南方的西約塔蘭省。
湖水主要從克拉爾河近卡爾斯塔德，從北至南流入；往西南流出至約塔河，又組成約塔運河連接韋特恩湖。
維納恩湖為周邊城鎮提供了經濟支持，包括漁業和方便的運輸。在湖邊建立的城市包括：卡爾斯塔德（1584年獲得城市地位）、克里斯蒂娜港（1642年）、瑪麗斯塔德（1583年）、利德雪平（1446年）、維納斯堡（1644年）、奧莫爾（1643年）、賽夫勒（1951年）和特羅爾海坦（1916年）。
在湖中央有一名為于勒群島的島嶼群，是于勒國家公園的所在地。
湖的東南岸有座名為Kinnekulle的山脊，是著名的旅遊景點，遊客可從270米高的山上觀看大湖。

## 外部連結
- 官方網站 （页面存档备份，存于）（瑞典文）（英文）
- 維納恩湖導遊（英文）

58°55′00″N 13°30′00″E / 58.916666666667°N 13.5°E